# Kriptografija
Kriptografíja (grško kryptós - skrit in gráphein - pisati) je veda o matematičnih tehnikah za dosego informacijske varnosti, kot je zaupnost, celovitost podatkov, overjanje identitete in podatkov.
Študij kriptografije in kriptoanalize je kriptologija. Kriptografija se ukvarja s študijem in razvojem metod in metodologij za šifriranje, kjer se običajno uporabljajo skrivni ključi, s katerimi je mogoče dešifrirati šifrirano sporočilo ali informacijo.
Kriptografija ne pomeni samo zagotavljanje informacijske varnosti, ampak tudi določene matematične tehnike za doseganje le-te. Kriptografija je nastala kot posledica komunikacije v prisotnosti nasprotnikov oz. tekmecev. Uporablja se za preprečevanje in odkrivanje zlorab in ostalih zlonamernih dejanj.
Osnovno sporočilo po navadi imenujemo čistopis (angleško cleartext, plaintext), zašifrirano pa šifropis ali tajnopis (angleško ciphertext).
Predmeti preučevanja kriptografije so:
- pisna sporočila (kriptografija)
- govorna sporočila (kriptofonija)
- vizualna in druga sporočila

Kriptografija se uporablja predvsem za potrebe oboroženih sil, obveščevalnih služb, diplomatske službe,... Ker kriptografija v veliki meri temelji na matematiki, jo nekateri obravnavajo kot vejo matematike.

## Moderna kriptografija
Moderna kriptografija je znanstvena veda, ki se ukvarja z odkrivanjem in preučevanjem računalniških algoritmov in protokolov za učinkovito zaščito informacij. Pri moderni kriptografiji ne gre za to, da bi napadalec moral poiskati algoritem s katerim je bila informacija zašifrirana, pač pa je predpostavka, da tega običajno pozna, manjka mu pa ključ oziroma geslo, s katerim lahko informacijo dešifrira.

### Simetrična kriptografija
Simetrična enkripcija je edina javno poznana metoda šifriranja do leta 1976 ko so odkrili tudi nesimetrično kriptografijo poznano tudi pod imenom kriptografija javnega ključa. Pri simetrični kriptografiji gre za to, da se tako za šifriranje, kot dešifriranje uporablja enak ključ. Najbolj razširjen algoritem za simetrično šifriranje je AES. Gre za algoritem, ki ga je z javnim natečajem izbral ameriški Narodni urad za standarde in tehnologijo. Iskanje kandidata je potekalo približno 3 leta v več krogih in trenutno AES kljub nekaterim pomankljivostim velja v tako krogu kriptografov kot tudi seveda v širšem krogu uporabnikov še vedno kot primeren algoritem za zaščito informacij.

### Kriptografija javnega ključa
Problem simetrične kriptografije je z izmenjavo kjučev. Da bi lahko z neko oddaljeno osebo izmenjevali zaupne informacije, bi si morali prej izmenjati kjuč prek varnega kanala - to pomeni osebno ali z zaupanja vrednim kurirjem. Ko bi na primer želeli izmenjati ključ z internetno stranjo, ki ji želimo sporočiti številko kreditne kartice za nakup prek interneta bi bil tak postopek gotovo zelo nepraktičen, če ne nemogoč.
Pri kriptografiji javnega ključa ali nesimetrični kriptografiji, gre za to, da imamo dva različna ključa. Z enim ključem je mogoče sporočilo zašifrirati, z drugim ključem, pa je mogoče sporočilo dešifrirati. Razširjanje takšnih ključev tako je bistveno lažje. Uporabnik, ki želi prejemati zaščitene informacije ustvari dva ključa hkrati z uporabo računalnika. Enega izmed obeh ključev shrani zase kot zasebni ključ, drugi ključ pa je javen in ga lahko javno objavlja na primer internetni strani ali pa pošilja prek elektronske pošte. Tako lahko vsakdo, ki ima na voljo prejemnikov javni ključ zašifrira samo njemu namenjeno sporočilo, saj je prejemnik edini, ki ima zasebni ključ in s tem možnost dešifriranja. Čeprav je ustvarjanje obeh ključev hkrati za današnje računalnike skoraj hipen postopek iz enega ključa ni mogoče enostavno ugotoviti drugega in za to potreben napor je primerljiv naporu za iskanje zelo dolgih gesel, ki se uporabljajo v simetrični kriptografiji.

#### Digitalno podpisovanje
Ključa v kriptografiji javnega ključa sta dualna. To pomeni, da lahko opravimo postopek šifriranja tudi obratno. Z zasebnim ključem sporočilo zašifriramo z javnim pa ga odšifriramo. Če pošljemo skupaj s sporočilom tudi isto sporočilo zašifrirano z našim zasebnim ključem, se bo prejemnik lahko prepričal, da smo sporočilo zagotovo poslali samo mi, saj bo z našim javnim ključem lahko odšifriral sporočilo ki smo ga prej zašifrirali z našim zasebnim ključem.
Za primer, Ana želi poslati Bogdanu sporočilo. Pri tem imata oba vsak svoj zasebni ključ in javni ključ od drug drugega. Ana uporabi svoj zasebni ključ, da zašifrira sporočilo. Sporočilu pripne svoje nezašifrirano sporočilo in vse skupaj zašifrira z Bogdanovim javnim ključem ter to pošlje Bogdanu. Bogdan oboje skupaj odšifrira s svojim zasebnim ključem. Poleg Aninega sporočila ima tudi zašifrirano sporočilo, ki se imenuje digitalni podpis in ko ga odklene z Aninim javnim ključem, se prepriča, da je sporočilo zares prišlo od Ane. Ne pozabimo, da je podpis potreben za to, ker bi sicer lahko vsak ki ima Bogdanov javni ključ, pošiljal zašifrirana sporočila.

#### Digitalna potrdila
Zgoraj opisani postopek ima še eno pomanjkljivost. V začetku je bila predpostavka ta, da imata Ana in Bogdan javna ključa od drug drugega, nikjer pa ni pisalo, kako sta si jih izmenjala. Kako naj Bogdan ve, da je javni ključ ki mu ga je prej poslala Ana na primer prek e-pošte res njen? Napadalec bi lahko prestregel izmenjavo javnih ključev in se tako na vsaki strani predstavil bodisi kakor Ana ali Bogdan in tako prestrezal zaupna sporočila. Za to skrbi overitelj digitalnih potrdil. V Sloveniji je za to zadolženo Ministrstvo za javno upravo in izdajajo SIGEN-CA  digitalna potrdila. Poleg SIGEN-CA je v sloveniji še nekaj izdajateljev digitalnih potrdil predvsem med bankami. Overovitelj s svojim certifikatom podpiše certifikat uporabnika in tako zagotavlja da lastnik zasebnega dela certifikata, ki ga je overovitelj digitalno podpisal, zares last tistega, ki je v njem označen. Uporabnik javnega certifikata pa mora tako pridobiti samo certifikat od overitelja. Certifikati overiteljev pristojnih za overjanje internetnih strani so vključeni v večino internetnih brskalnikov. Certifikat poleg ključev in podpisa vsebuje tudi ime in priimek lastnika in morebiten elektronski naslov, drugih osebnih podatkov, pa certifikat običajno ne vsebuje.

## Zakonska vprašanja kriptografije

### Prepovedi
Kriptografija je bila dolgo v domeni varnostnih agencij in tajnih služb. Zaradi njene uporabe pri zaščiti zasebnosti in tajnosti je javna uporaba kriptografije tudi v velikem interesu borcev za človekove pravice. Zato so države v preteklosti skušale uporabo kriptografije zakonsko prepovedovati, zlasti potem, ko so poceni računalniki omogočili uporabo visoko kvalitetne kriptografije v svetu.
V nekaterih državah je bila ali je še vedno prepovedana zasebna uporaba kriptografije. Do leta 1999 je Francija drastično omejevala uporabo kriptografije v zasebne namene. Na Kitajskem je za uporabo kriptografije potrebno imeti licenco. Mnoge države imajo stroge omejitve, glede uporabe kriptografije. Med najstrožjimi zakoni omejevanja so zakoni v Belorusiji, Kazahstanu, Mongoliji, Pakistanu, Rusiji, Singapurju, Tuniziji, Venezueli in Vietnamu.
V ZDA je kriptografija legalna za uporabo znotraj ZDA, v preteklosti pa je bilo tudi veliko debate glede zakonske prepovedi uporabe kriptografije. Eden najpomembnejših problemov je bil izvoz programske in strojne kriptografske opreme. Zaradi pomembnosti kriptoanalize v času 2. svetovne vojne in pričakovanja, da bo kriptografija nadaljevala svojo pomembno vlogo v nacionalni varnosti, je veliko zahodnih vlad strožje kontroliralo njen izvoz. Po 2. svetovni vojni je bilo v ZDA ilegalno prodajati in distribuirati kriptografsko tehnologijo v tujino, je pa bilo do 2. svetovne vojne večina te tehnologije tajne in v državni lasti oziroma posesti. Do masovne uporabe osebnih računalnikov in interneta te tehnologije ni bilo težko zaščititi. Ker večina uporabnikov ni poznala razlike med dobro in slabo kriptografijo, je bila večina javno dostopnih kriptografskih tehnik počasna in pomanjkljiva. Kakor koli, s širitvijo interneta in računalnikov je postala široko uporabna, visoko kvalitetna, zaščita je postala kvalitetna, predvsem pa je kriptografija postala znana množici ljudi po celem svetu. Zaradi tega so izvozne omejite kriptografije postale ovira razvoju trgovine in raziskovanja.

### Izvozne omejitve
V 90. letih se je v ZDA zgodilo nekaj primerov, ko so ameriški državni organi skušali s silo uveljaviti omejitve glede izvoza kriptografije. Pri enem teh primerov je šlo za šifrirni program PGP, ki ga uporabljajo številni politični aktivisti po svetu, njegov avtor pa je Phillip Zimmermann. Avtor je svoj program v ZDA objavil skupaj z izvorno kodo, v juniju 1991 pa se je program znašel na internetu, pred tem pa kriptgrafija navadnim posameznikom ni bila dostopna. Lastnik patenta za RSA šifriranje, ki ga je uporabljal program, RSA Security (takrat znan kot RSA Data Security, Inc. ali RSADSI), je sprožil spor glede kršitve patenta. FBI pa je sprožil preiskavo zaradi suma kršitve izvoznih dovoljenj. Obtožbe proti njemu so bile kasneje ovržene.
So pa nekateri skušali izvozne omejitve odpraviti. Daniel Bernstein, takrat absolvent na Berkelyški univerzi, je proti ZDA vložil tožbo zaradi kršitve svobode govora. Primer se je končal z odločitvijo, da je izvirna koda, uporabljena v algoritmih in sistemih kriptografije obravnavana kot del svobode govora, zaradi česar so izvozne omejitve padle.
Leta 1996 je 39 držav podpisalo Wassenaarski sporazum – gre za dokument o prepovedi izvoza tehnologije dvojne rabe (kriptografijo je mogoče uporabljati tako za civilne, kot tudi vojaške namene) v nekatere nedemokratične države. V sporazumu je predvideno, da za kriptografske proizvode, ki uporabljajo šifrirne ključe, daljše od 56 bitov, rešitve za faktorizacijo celih števil, večjih od 512 bitov ter rešitve za izračun nekaterih diskretnih algoritmov, ne veljajo izvozne omejitve. Izločeni pa so bili tisti izdelki, ki šifriranje uporabljajo za zaščito avtorskih pravic in intelektualne lastnine ter nekateri izdelki, ki se uporabljajo v bančništvu. V današnjem času tipičen primer kriptografskih izdelkov iz ZDA predstavljajo spletni brskalniki (Mozilla Firefox in Microsoft Internet Explorer), ki vsebujejo dele programske kode, ki skrbi za dostopanje do SSL šifriranih spletnih strani. Tudi poštni odjemalci, na primer Mozilla Thunderbird in Microsoft Outlook E-mail so programi, ki omogočajo šifrirano povezovanje na poštne strežnike preko TLS-ja, oziroma omogočajo pošiljanje ali sprejemanje elektronske pošte, šifrirane s pomočjo S/MIME. Veliko uporabnikov interneta se tako ne zaveda, da njihova osnovna aplikacijska programska oprema vsebuje napredne kriptografske elemente. Zaradi tega pretirano omejevanje civilne uporabe šifriranja niti ni mogoče, izvajanje takih zakonov pa bi bilo neučinkovito. Wassenaarski sporazum nima statusa mednarodne pogodbe, njegova priporočila pa niso obvezna, zato so nekatere države, na primer Kanada, Nemčija in Švica, tudi napovedale, da se teh kriptografskih omejitev ne bodo držale.

### Vpletenost ameriške NSA (Nacionalne varnostne agencije)
Drugi problem, povezan s kriptografijo je vpliv ameriške Nacionalne varnostne agencije (NSA) v razvoj šifrirnih algoritmov. NSA je bila vključena v zasnovo algoritma DES (Data Encription Standard) v času njegovega nastanka v podjetju IBM in kasneje pri uveljavitvi šifrirnega standarda s strani Nacionalnega urada za standarde. DES naj bi bil oblikovan tako, da bi bil odporen na različne kriptoanalize, v njem pa naj ne bi bilo nobenih statističnih ali matematičnih slabosti. Vendar pa sta NSA in IBM v času razvoja algoritma odkrila posebno kriptoanalitično tehniko, ki je postala javno znana šele po tem, ko je bila odkrita v poznih 80. letih. Šlo je za tako imenovano diferencialno kriptoanalizo, ki jo je IBM na zahtevo NSA obdržal v tajnosti – IBM naj bi že med razvojem algoritma odkril matematično bližnjico za razbijanje civilne različice DES. Tehnika je postala javno poznana šele potem, ko sta jo po nekaj letih Biham in Shamir ponovno odkrila – leta 1990 in 1991 sta predstavila novo vrsto kriptoanalize, imenovano diferencialna kriptoanaliza. Takrat se je tudi začelo govoriti o tem, da naj bi bila civilna različica DES prirejena tako, da je bila učinkovitost do tedaj neznanega napada z diferencialno kriptoanalizo povečana. Cela afera kaže na pomembnost odločanja katere vire in znanja ima lahko napadalec. Drugi primer vmešavanja NSA-ja je bil leta 1993 s šifrirnim čipom Clipper, kjer je šlo za to da so v ZDA želeli uzakoniniti tako kriptografijo, ki bi državnim organom omogočila dostop do nešifriranega besedila. Šifrirni čip Clipper je bil kritiziran, saj se z njegovo uvedbo ne bi nič spremenilo, ker je FBI za prisluškovanje še vedno potreboval sodni nalog.

### Tehnologije za upravljanje pravic digitalnih vsebin (Digital Rights Management)
Leta 1998 je ameriški predsednik Bill Clinton podpisal »Digital Millennium Copyright Act« (DMCA), ki je kriminaliziral razbijanje kriptografskih tehnik in tehnologij za zaščito zaščite proti kopiranju. To je imelo velik vpliv na ljudi, ki se ukvarjajo z raziskovanjem kriptografije, saj lahko marsikatero kriptografsko raziskovanje krši DMCA. Tehnologija upravljanja dostopa do digitalnih vsebin naj bi omogočila nadzor nad uporabo avtorsko zaščitenih vsebin, z onemogočenjem anonimnega dostopa do digitalnih vsebin naj bi omejila naj bi dostop in uporabo računalniških datotek oziroma digitalnih vsebin.
Ministrstvo za pravosodje v ZDA in FBI niso izvajali DMCA rigorozno, kot je bilo pričakovano, vendar pa je zakon še vedno kontroverzen. Eden od visoko cenjenih raziskovalcev kriptografije Niel Ferguson je javno izjavil, da ne bo razkril zaščitega sistema Intela zaradi strahu pred tožbo zaradi kršitve DMCA. Prav tako so Alan Cox, profesor Edward Felten ter študent Univerze Princeton so naleteli na probleme, vezane na DMCA. Dimitry Skylarov je bil med obiskom v ZDA aretiran, celo za nekaj mesec zaprt, zaradi namernega kršenja DMCA-ja (razvil je orodje za dešifriranje zaščitenih PDF datotek), ki se je zgodilo v Rusiji, kjer pa je bilo njegovo delo zakonito. V letu 2007 so bile kriptografske šifre za kodiranje vsebine, zaslužne za DVD in HDDVD, objavljene na internetu. V obeh primerih je MPAA poslala številna obvestila DMCA-ju. Prišlo je do velikega nasprotovanja interneta kot rezultat implikacije tokovnih obvestil proti pravilni uporabi in svobodi govora.